# Kjell Jonsson
Kjell Jonsson, född 4 september 1948, är sedan 1999 professor i idéhistoria vid Umeå universitet. Han fick i maj 2006 tjänsten som överbibliotekarie vid Umeå universitetsbibliotek. Under perioden 2010–2013 var han prorektor för Umeå universitet, från 2013 rektors rådgivare. 
Jonsson är sedan 2013 ledamot i Kungliga Vetenskapsakademien, där han från 2020 är ledamot i Svenska nationalkommittén för teknik- och vetenskapshistoria.
Kjell Jonsson disputerade år 1987 på avhandlingen Vid vetandets gräns: Om skiljelinjen mellan naturvetenskap och metafysik i svensk kulturdebatt 1870-1920  som tilldelades Johan Nordströms och Sten Lindroths pris till yngre forskare för framstående lärdomshistoriskt arbete. Vid sidan av sin verksamhet som idéhistorisk forskare och lärare kan nämnas att han vid Umeå universitet varit ordförande för Humlab, föreståndare för Forum för tvärvetenskap och Centrum för studier av vetenskap och värderingar, samt haft externa uppdrag som redaktör och ansvarig utgivare för den humanistiska och samhällsvetenskapliga tidskriften Tvärsnitt.

## Publikationer (i urval)
- Jonsson, Kjell (1987). Vid vetandets gräns: om skiljelinjen mellan naturvetenskap och metafysik i svensk kulturdebatt 1870-1920. Arkiv avhandlingsserie, 0347-4909 ; 26. Lund: Arkiv. Libris 7674833. ISBN 91-7924-017-8
- Jonsson, Kjell (2005). Harmoni eller konflikt?: en idéhistorisk introduktion till förhållandet mellan vetenskap och religion i Västerlandet (3. uppe.). Stockholm: Carlsson. Libris 9863876. ISBN 91-7203-691-5
- Jonsson, Kjell (2006). ”Forskarnas plats på vita duken: laboratoriet i amerikansk populärfilm”. Topos : essäer om tänkvärda platser och platsbundna tankar (2006):  sid. 71-93 : ill. Libris 10363063